# Centre des sciences mathématiques de l'université du Zhejiang
Pour les articles homonymes, voir CMS.
Le Centre des sciences mathématiques de l'université du Zhejiang (chinois simplifié : 浙江大学数学科学研究中心 ; chinois traditionnel : 浙江大學數學科學研究中心 ; pinyin : Zhèjiāng dàxué shùxué kēxué yánjiū zhōngxīn ; anglais : Center of Mathematical Sciences at Zhejiang University, (CMS)), est un centre de recherche mathématique renommé et basé en Chine. Il appartient à l'université du Zhejiang à Hangzhou, province du Zhejiang, en République populaire de Chine.

## Histoire
Le centre a été principalement fondé par le lauréat de la médaille Fields, Shing-Tung Yau, en août 2002. Les premiers administrateurs et conseillers étaient les mathématiciens Su Buqing et Shiing-Shen Chern, tous deux originaires de la province du Zhejiang. Le premier directeur académique du centre est Shing-Tung Yau.
En Chine, l'université du Zhejiang a l'une des meilleures traditions de la recherche mathématique, connue sous le nom d'« école Zhe » (de mathématiques) et d'école Chen-Su (de géométrie différentielle; en mémoire des mathématiciens Su Buqing et Chen Jiangong). Le centre a été fondé, et couplé avec le département de mathématiques de l'Université de Zhejiang, pour continuer de maintenir et de développer une tradition d'excellence.

## Activités
Chaque année, de nombreux mathématiciens et des scientifiques viennent de partout dans le monde, visiter ou faire de la recherche au centre. Le centre a également accueilli le quatrième Congrès international des mathématiciens chinois.
Le centre accueille également des événements réguliers tels que le Workshop on Algebraic Geometry ou le cours de géométrie et physique donné par le Prof.Kefeng Liu.
Il publie également une série d'ouvrages sur les mathématiques et les mathématiciens. Le premier volume, In Memory of Professor S.S.Chern, est dédié au mathématicien Shiing-Shen Chern (1911–2004); le suivant, Unreasonable usefulness of Mathematics est une compilation d'articles sur les mathématiques et la vie humaine ; le troisième volume, The perspective of Professor S.-T. Yau regroupe des écrits de Shing-Tung Yau ; le dernier volume en date, What would Masters say?, propose une série d'entretiens avec de grands mathématiciens.

## Personnalités notables
L'institut dispose de dizaines de postes permanents de chercheurs ou de professeurs. De nombreux mathématiciens et mathématiciennes de tous les coins du monde ont travaillé dans l'institut ou sont venus comme chercheurs en visite à l'institut :
- Su Buqing (jusqu'en 2003)
- Wang Yuan (mathématicien)
- Hu Hesheng
- Gu Chaohao
- Shi Zhongci
- Lin Fanghua
- Kefeng Liu
- Jian Shu Li (en)
- Yang Lo
- Pengfei Guan (en)
- Xu-Jia Wang (en)
- Lizhen Ji (en)
- Shing-Tung Yau
- Shiing-Shen Chern (jusqu'en 2004)
- Chi-Wang Shu
- Huai-Dong Cao
- Xi-Ping Zhu (en)